# Сарсенов, Сакен Сейтжаппарович
Сарсенов Сакен Сейтжаппарович (каз. Сәкен Сейітжаппарұлы Сәрсенов; род. 2 февраля 1977, с. Михайловка, Ленгерский район, Южно-Казахстанская область) — казахстанский государственный деятель, заместитель министра внутренних дел с 2020 года.

## Биография
Родился 2 февраля 1977 года в с. Маятас Толебийского района Южно-Казахстанской области.
В 2000 году окончил Московский государственный авиационный институт по специальности «Автоматизированные системы обработки информации и управления».
Получил второе высшее образование по специальности «Юриспруденция» в Евразийском гуманитарном институте.
Владеет казахским и русским языками.

## Карьера
В 2000 году поступил на государственную службу в качестве ведущего специалиста Комитета транспортного контроля Министерства транспорта и коммуникаций Республики Казахстан. Занимался вопросами контроля за использованием радиочастотного спектра Республики Казахстан.
В период с ноября 2000 года по октябрь 2003 года работал заведующим отделом организации защиты информации РГП «Центр информатизации финансовых систем» Министерства финансов Республики Казахстан. Курировал вопросы организации защиты информационных систем и ресурсов министерства с применением технологии адаптивной безопасности, которая была впервые внедрена в Республике Казахстан.
В 2003 году назначен на должность заместителя Председателя Правления АО «Национальные информационные технологии», где занимался вопросами реализации проектов в рамках государственных программ по развитию национальной информационной инфраструктуры и инфраструктуры «электронного правительства», а также сопровождением межведомственных информационных систем. В этот период были запущены государственные базы данных «Физических лиц», «Юридических лиц», портал электронного правительства, регистр недвижимости, единая система электронного документооборота (ЕСЭДО).
С апреля 2008 года по октябрь 2009 года работал в качестве Управляющего директора по электронным услугам АО «Қазақтелеком». Курировал вопросы развития бизнес-проектов, создания новых интерактивных и транзакционных сервисов в Казнете, а также реализацию проектов электронного образования в РК и построения сети на базе технологии мобильного WiMAX. Разработал концепцию перехода от телекома к инфокому.
С сентября 2009 года по 30 марта 2010 года — заместитель Председателя Комитета по правовой статистике и специальным учетам Генеральной Прокуратуры Республики Казахстан. Разработал и внедрил систему электронной регистрации уголовных дел (электронный КУЗ).
С марта 2010 года по январь 2012 года — вице-министр связи и информации Республики Казахстан. Занимался запуском услуг 3G, цифрового спутникового и эфирного телевидения, модернизированы и автоматизированы центры обслуживания населения (ЦОН).
1 февраля 2012 года назначен вице-министром транспорта и коммуникаций Республики Казахстан (Постановление Правительства Республики Казахстан № 180 от 1 февраля 2012 года). На этой должности продолжил работу по снижению тарифов на услуги связи и автоматизации государственных услуг, курировал запуск 4G, начало проекта MNP, открытие специализированных Центров обслуживания населения для автовладельцев.
В апреле 2014 года назначен Первым заместителем Председателя Агентства Республики Казахстан по связи и информации. Занимался развитием IT-сферы, отрасли телекоммуникаций, ЦОН и электронного правительства.
18 августа 2014 года назначен председателем Комитета связи, информатизации и информации Министерства по инвестициям и развитию РК. Продолжил работу над развитием отраслей связи, информатизации, ЦОН, электронного правительства, а также СМИ. За это время запущено мобильное приложение eGov.kz, SMS-услуги электронного правительства, в специализированных Центрах обслуживания населения заработали «шоферские комиссии», проводится работа по снижению тарифов на интерконнект и внедрению MNP.
29 мая 2015 года назначен вице-министром по инвестициям и развитию РК. Курировал направления: связь, информатизация, электронное правительство, ЦОН. В данный период был принят Закон Республики Казахстан «Об информатизации» новой редакции. Запущена услуга MNP, что позволило отменить «мобильное рабство», внедрена сервисная модель информатизации госорганов, запущены порталы «открытые данные», «открытые нормативно-правовые акты», «открытый бюджет» и «открытый диалог». Также разработана нормативно-правовая база для создания «Правительства для граждан», инициирована разработка новой Государственной программы «Цифровой Казахстан».
С 21 мая 2016 года — вице-министр информации и коммуникаций РК. В данный период была продолжена работа по развитию отраслей связи и информатизации, разработаны 4 архитектуры государственных органов (МЗСР, МОН, МЭ, МИК), создан реестр субъектов предпринимательства, хранилище электронных документов, внедрена маркировка товаров в рамках ЕАЭС и т. д. Также началась реализация ряда проектов в формате государственно-частного партнерства (обеспечение широкополосным доступом к Интернет сельские населенные пункты РК, «Национальная геоинформационная система», строительство основного ЦОД). Наряду с этим в стране началось внедрение стандарта 4G всеми сотовыми операторами в результате выделения необходимого частотного ресурса.
С 6 февраля 2017 года по 2 августа 2020 года — Председатель Правления АО «Казпочта».
3 августа 2020 года — назначен заместителем министра внутренних дел Республики Казахстан с целью курирования вопросов цифровизации.

## Личная жизнь и семья
Женат,  двое детей - сын и дочь.  

## Награды
- Юбилейная медаль «Қазақстан Республикасының Тәуелсіздігіне 20 жыл»
- Орден «Курмет»
- Юбилейная медаль «25 лет Независимости Республики Казахстан»

## Публикации
- Сакен Сарсенов: Операторы сотовой связи будут дорожить каждым абонентом. // «Nomad.su», 13 марта 2015 года
- Невиртуальная выгода (недоступная ссылка). // Газета «Литер», 28 февраля 2015 года
- Казахстан сэкономил за счет eGov 70 млрд тенге. // Финансовый журнал «LS», 23 февраля 2015 года
- В Казахстане ЕСЭДО обеспечивает передачу более 1,7 млн электронных документов. // ИА «BNews.kz», 23 февраля 2015 года
- В РК через блог-платформы руководители госорганов ежемесячно получают около 4 тыс. обращений. // ИА «BNews.kz», 11 февраля 2015 года
- «Шоферские комиссии» появятся во всех спецЦОНах Казахстана. // МИА «Казинформ», 27 ноября 2014 года
- В новой редакции Закона «Об информатизации» предусмотрен «безбумажный» сервис. // Газета «Казахстанская правда», 14 ноября 2014 года
- Сакен Сарсенов: Операторы сотовой связи будут дорожить каждым абонентом. // МИА «Казинформ», 10 ноября 2014 года
- С ноября казахстанцев будут предупреждать о замене прав и техосмотре. // Газета «Казахстанская правда», 7 ноября 2014 года
- Насколько комфортно чувствует себя казахстанец в портале Egov?. // Телеканал «24.kz», программа «Интервью», 7 октября 2014 года
- Сделать ксерокопии в ЦОНах стало дешевле. // Газета «Казахстанская правда», 22 июля 2014 года
- Россия изучит опыт Казахстана по созданию специализированных ЦОНов. // Газета «Казахстанская правда», 16 июля 2014 года
- [http://www.primeminister.kz/news/show/27/s-vnedreniem-«mobilnogo-pravitelstva»-gosuslugi-stanut-esche-dostupnee-dlja-naselenija-ssarsenov-/27-05-2014 (недоступная+ссылка) С внедрением «мобильного правительства» госуслуги станут еще доступнее для населения — С.Сарсенов] (недоступная ссылка). // «Primeminister.kz», 27 мая 2014 года
- Казахстанцев освободят от «мобильного рабства» уже в этом году. // Телеканал «24.kz», 19 мая 2014 года
- Рост через IT-инновации. // Журнал «Kazakhstan»
- Сакен САРСЕНОВ, вице-министр транспорта и коммуникаций: Мы перешагнули точку невозврата. // «Nomad.su», Газета «Время», 11 декабря 2013 года
- Вице-министр транспорта и коммуникаций РК Сакен Сарсенов рассказал о развитии ИКТ в республике. // «Zakon.kz», 21 мая 2013 года
- Новая модель информатизации госорганов Казахстана основана на аутсорсинге, облачных вычислениях и виртуализации. // «Cnews.ru», 5 декабря 2011 года
- Сакен Сарсенов: «Внедрение цифрового телевидения будет способствовать развитию казахстанских СМИ». // Газета «Капитал», 5 октября 2011 года
- Сакен САРСЕНОВ: Отсутствие бумажной «альтернативы» электронным сервисам стимулирует переход к информационному обществу. // Газета «Казахстанская правда», 29 декабря 2010 года
- В конце 2010 года будет подключен спутниковый сигнал цифрового телевещания. // «Nomad.su», 24 июня 2010 года
- Государством ведется работа с операторами по снижению тарифов на услуги связи — вице-министр МСИ РК. // МИА «Казинформ», 23 июня 2010 года